# Corner Nunatak
Corner Nunatak är en nunatak i Antarktis. Den ligger i Östantarktis. Australien gör anspråk på området. Toppen på Corner Nunatak är 1 995 meter över havet, eller 143 meter över den omgivande terrängen. Bredden vid basen är 1,3 km.
Terrängen runt Corner Nunatak är platt åt nordost, men åt sydväst är den kuperad. Trakten är obefolkad. Det finns inga samhällen i närheten.